# علي مزروعي
البروفيسور علي بن الأمين المزروعي (24 فبراير 1933 ـ 12 أكتوبر 2014) ولد في مدينة مومباسا الكينية، و ترجع أصول عائلته (المزروعي) إلى سلطنة عمان، حيث نزح أفراد هذه الأسرة في مطلع القرن الـسابع عشر الميلادي (1600 م)، وتولى أفرادها وبصفة متواصلة حكم مدينة ممباسا (في كينيا) وما جاورها.حيث كان جده يعمل قاضياً في ممباسا وكذلك والده عمل قاضياً وبعد ذلك عُين رئيساً للقضاة في كينيا،كانت أول زيارة له لبلده الأم عام 1992م، وكرر زيارته لسلطنة عمان  عام 2013م.
وهو أستاذ جامعي، وكاتب سياسي تخصص في الدراسات الأفريقية والإسلامية وعلاقات الشمال والجنوب.
أراد والده أن يكمل تعليمه في الأزهر؛ لإهتمامه بالتعليم الديني ولكن الظروف قد منعت ذلك، وأرسل البروفيسور علي المزروعي من قبل الحكومة الكينية عام 1955 لإستكمال دراسته الثانوية في  إنجلترا، وفي عام 1960م أخذ البكالوريوس من جامعة مانشستر، وحصل بعدها في عام 1961 على منحة لدراسة الماجستير في جامعة كولومبيا، فأتمها في تسعة أشهر، كما حصل على بعثة أخرى لدراسة الدكتوراة في جامعة أكسفورد عام 1966م.
تم تعيننه محاضراً في جامعة ماكيريري في أوغندا ، حيث شغل منصب رئيس قسم العلوم السياسية، و عميد كلية العلوم الاجتماعية وكذلك عميد كلية الحقوق وعمل بها لمدة عشر سنوات خلال الفترة من 1963-1973م. وقد اضطر إلى مغادرة أوغندا بسبب معارضته لسلطة عيدي أمين .وتوجه هو وأسرته إلى الولايات المتحدة الإمريكية وتنقل في عدد من الوظائف فعمل باحثاً وأستاذاً للعلوم السياسية ومن ثم مدير مركز الدراسات الإفرو-أمريكية والأفريقية بجامعة ميشيغان. من عام 1974م وحتى عام 1991م، كما عمل خلال عام 1991م إلى 2014م استاذاً للإنسانيات وشغل منصب مدير معهد الدراسات الثقافية العالمية بجامعة بينغامتون في مدينة بينغامتون بولاية نيويورك الأمريكية.
كما ساهم البروفيسور علي المزروعي في إعداد الموسوعة الممتازة التي أصدرها اليونسكو تحت عنوان “تاريخ إفريقيا”. كما أنتج في عام ١٩٨٦م سلسلة أفلام وثائقية لصالح التلفزيون البريطاني بعنوان «الأفارقة: الإرث الثلاثي» (بالإنجليزية: The Africans: A Triple Heritage)‏.وقد أطلق البروفيسور فكرة (أفرابيا) وهي عبارة عن تجمع حضاري يؤكد عمق الروابط التاريخة والثقافية والحضارية بين العرب والأفارقة على ضفتي البحر الأحمر وبحر العرب.
كما قام بتأليف الكثير من الكتب والتى تزيد عن ثلاثين كتاباً منها:
(1967) Towards a Pax Africana
(The African Condition (1980

وغير الكثير مما ولد مسمى أكاديمي يُعرف بالـ”مزروعيات/ Mazruiana” يتضمن أعمال البروفيسور في العلاقات الدولية والسياسة المقارنة والنظرية السياسية والفلسفة وعلم الاجتماع واللغويات الاجتماعية والدراسات الأدبية. بالإضافة إلى مقالات عديدة في مجلات وجرائد عالمية من “نيويورك تايمز” إلى مجلة “التايم” إلى “الجارديان”… إلخ.
توفي البروفيسور علي المزروعي في الثاني عشر من أكتوبر عام 2014، في نيويورك في منزله، وأعيد جثمانه في التاسع عشر من أكتوبر إلى مومباسا حيث دفن في مقابر عائلة المزروعي.

## روابط خارجية
- علي مزروعي على موقع IMDb (الإنجليزية)
- علي مزروعي على موقع الموسوعة البريطانية (الإنجليزية)